# Hernfrid Witte
Pour les articles homonymes, voir Witte.
Bror Otto Hernfrid Witte (né en 1877 à Animskog et mort en 1945) est un botaniste suédois.

## Source
- (sv) Ellis Erlandson, « 1281. Witte, Bror Otto Hernfrid », dans Skara högre allm. läroverks lärjungar : Åren 1870-1910, 1922-1925 (lire en ligne), p. 196
- « Index of botanists », sur Harvard University Herbaria & Libraries